# Nuuk TV

Logotipo do canal.

Nuuk TV é um canal de televisão gronelandês que é transmitido em Nuuk.
Foi criada em 1 de agosto de 2002 e é a maior estação televisiva da Gronelândia com mais de 4000 famílias como membros. Isso corresponde a 75% de todas as famílias da capital.[carece de fontes?]